# 河瀬断魚
河瀬 断魚（かわせ だんぎょ、昭和4年（1929年）8月14日 - 平成22年（2010年）10月25日）は、島根県平田市（現：出雲市）出身の日本の書家。本名は、河瀬喜重（かわせきじゅう）で、雅号を断魚としていた。昭和の三筆の一人と称されている手島右卿に師事。実弟には、考古学者で広島大学名誉教授の河瀬正利が存在したが2008年6月に病気の為兄より先に他界している。
日本の漢字書家一覧

## 血縁
- 父：亀市（かめいち）
- 母：シエノ（しえの）
  - 長女：キミコ（きみこ）
  - 長男：生後直ぐ他界の為に無名
  - 次男：寿三郎（じゅさぶろう）
  - 三男：喜重（きじゅう）
  - 四男：正利（まさとし）
- 妻：富代（とみよ）
  - 長女：弘子（ひろこ）
  - 次女：法子（のりこ）

## 概要
島根県平田市（現：出雲市）に河瀬家の三男として生まれる。長男は生後間も無く亡くなり、次男寿三郎も戦時中に戦死している。三男である喜重も通信兵として戦争に出兵したが幸いにして無事生還し次男寿三郎に代わり河瀬家の跡取となる。
幼少期は生前からは想像も付かない程の活発な腕白少年であった。大変厳しい性格だが、それ以上に情が非常に厚い性格でもあり、その人柄からか幅広い人脈からも多く支持され、意外にもその厳格な喋り口調が愛され、好んで話を聞く者もあった。
自分の行き方として生涯何より大事にしていたのは家族・自分のことよりも弟子を大切に思う気持ちであり、自分の弟子達の活躍を耳にする度に眼を赤くし自分のことの様に大変喜んでいた。
大変頑固だが「賢い者程、頭を下げるもんだ。」と言い弟子のためなら頭を下げることを惜しまなかった。
酒・タバコが兎に角好きで当然のことながら体調を崩し病を患った原因にもなった。
若かりし頃は、師である手島右卿に慕い共に酒を飲み交わし話に華を咲かせ、書道に対して大変大きな恩恵と学びを受け、河瀬断魚の書道に対する影響力を与えた人物であり、晩年に至っては神奈川県鎌倉市に腰を据えた手島右卿に会うが為、定期的に足を運び師弟の関係を大切にした。
開眼の前身でもある、書道誌『八雲』から名前を『開眼』に変える時も看板でも有る書道誌『開眼』表紙の題字は尊敬する手島右卿に書して頂き送られた物で、原書は今でも開眼で大切に保管されている。
現在も書道誌『開眼』の書体は表紙でそのまま看板として使用している。
書家だが非常に手先が器用で工作も非常に上手く、特に絵を描くことに関しては非常に秀でたものがあり描画など大変優れていた。河瀬断魚の芸術性の高い繊細且つ大胆な字はこの様な能力が活かされ数々の素晴らしい作品が完成されたと思われる。また、趣味で写真を撮影することが大変好きで、愛用のカメラで多くの文化財・情緒有る風景などの写真を撮り、感慨深い写真などは書道誌開眼の表紙の写真で採用していた。
家族には、妻の富代、長女に弘子と次女の法子の二人の子がいる。河瀬家は長女弘子が嫁ぎに出た為、次女の法子が跡継ぎとして現在も河瀬断魚の遺志を引継ぎ優秀な開眼スタッフと共に書道誌開眼の出版と島根県書道界の発展に尽力を注ぎ現在に至っている。
子の名の由来は、心酔する空海こと弘法大師より、弘の字と法の字を頂戴し名付ける程でもある。

## 功績
- 毎日書道会審査会員
- 独立書人団 参事
- 島根県独立書人団 支部長
- 島根書道協会 会長
- 魚藍社 主宰
- 開眼師範会 会長
- 書道誌『開眼』の創始者 (書道誌『八雲』はその前身)